# Colmarer Dominikanerchronist

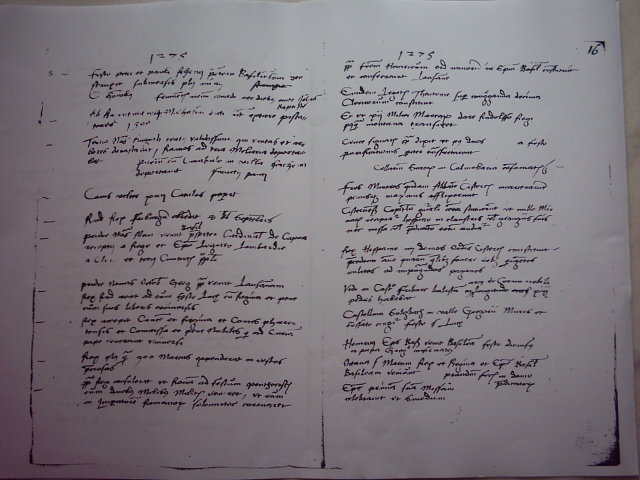
Blatt aus den „Annales Basileenses“; Fol. 16 der sogenannten „Stuttgarter Handschrift“ (um 1540)

Der Colmarer Dominikanerchronist (* 1221; † um 1305 in Colmar) war ein Dominikaner in den Konventen zu Basel und Colmar im 13. Jahrhundert und gilt als Autor eines bedeutenden historiographisch-chronistischen Werkes.

## Leben
Die wenigen bekannten Lebensdaten des Annalisten sind ausnahmslos Selbstzeugnisse, die er an zwei Textstellen unvermittelt in das chronistische Werk einfügt. Geboren wurde er demnach im Jahr 1221, trat 1238 in den Dominikanerorden ein, gehörte ab 1260 zum Konvent des Predigerordens in Basel und ab 1278 zum Gründungskonvent des Dominikanerklosters in Colmar (heute Bibliothèque de la ville an der Dominikanerkirche). Unabhängige Quellentexte, die dies bestätigen könnten, existieren nicht oder sind nicht überliefert. Das Todesjahr ist ebenso wenig bekannt, doch lässt es sich aufgrund des chronologischen Abbruchs sowohl der sogenannten Großen Colmarer Annalen (Annales Colmarienses maiores) als auch der Colmarer Chronik (Chronicon Colmariense 1305) erschließen.

## Werküberlieferung
In der von einer insgesamt ungünstigen Überlieferungssituation geprägten Editionsgeschichte der Colmarer Dominikaner-Geschichtsschreibung des 13. Jahrhunderts ist als bedauerlicher Umstand zu verzeichnen, dass das umfangreiche, in mittellateinischer Sprache verfasste Korpus lediglich in Abschriften des 16. Jahrhunderts überliefert ist. Die originale(n) Handschrift(en) aus dem 13. Jahrhundert müssen seit dem 18. Jahrhundert als verloren gelten. Von einem klaren Werkbild kann aufgrund einer von wechselnden Editionsgrundsätzen geprägten Geschichte der Abschriften und Drucklegungen nicht gesprochen werden. So erschien zwar bereits 1585 eine erste Druckfassung durch den Basler Späthumanisten Christian Wurstisen (1544–1588), doch wurden darin ebenso sorglos wie willkürlich zahlreiche Veränderungen am Manuskripttext vorgenommen: Wurstisen kürzte die ihm vorliegende Abschrift des ursprünglichen Handschriftentexts nicht nur um etwa ein Drittel, sondern nahm auch sonst eigenmächtige, stilistische wie strukturelle Veränderungen vor. Auch die heute immer noch maßgebliche Druckausgabe, die von Philipp Jaffé im Rahmen der Monumenta Germaniae Historica, Script. Band XVII, 1861 veröffentlichte Edition des Colmarer Korpus weist strukturelle Veränderungen gegenüber der Vorlage auf. Wie schon die Wurstisen-Ausgabe stützt sie sich auf die um etwa 1540 entstandene, maßgeblich in der Hand des Basler Humanisten Niklaus Briefer († 1548) überlieferte Abschrift, die nach ihrem späteren Aufbewahrungsort in der Württembergischen Landesbibliothek sogenannte Stuttgarter Handschrift (Signatur: WLB Stuttgart, cod. Hist. 4°, 145). Das Original des 13. Jahrhunderts aus der Klosterbibliothek in Colmar muss Briefer offensichtlich als Grundlage gedient haben. Jaffé gliederte das unübersichtliche Gesamtbild der Brieferschen Abschrift editorisch in folgende Werkteile, die er mit eigenen Titeln versah:
- Annales Colmarienses minores, die „kleinen Kolmarer Annalen“ 1211–1298  (Abfassungszeit des Originalmanuskripts vermutlich um 1298).
- Annales Basileenses und  Annales Colmarienses maiores, die zwei großen Annalen über die Jahre 1266–1305, synchron zunächst in Basel und ab 1278 in Colmar geführt.
- Nichtannalistische Texte um 1300, die Jaffé in einen Text über „Elsässische Zustände Anfang des 13. Jahrhunderts“ und zwei topographische „Beschreibungen des Elsaß und Deutschlands“ aufteilt.
- Chronicon Colmariense, die „Kolmarer Chronik“ der Jahre 1242–1304, behandelt die Geschichte Rudolfs I. und Albrechts von Habsburg sowie Adolfs von Nassau bis 1304 (Abfassungsbeginn in den 90er Jahren des 13. Jahrhunderts) und gilt als das Hauptwerk der Colmarer Historiographie überhaupt.

Die bislang einzige vollständige Übersetzung des Stuttgarter cod. Hist. 4°, 145 ins Deutsche wurde auf Grundlage der MGH-Edition von Hermann Pabst besorgt und erschien 1867 (Folgeauflagen 1897 und 1940).
In jüngerer Zeit wird die Autorschaft des Colmarer Chronisten auch für die bislang dem sonst nicht belegten Dominikaner-Abt Rudolf des Konvents in Schlettstadt zugeschriebenen Historiae memorabiles – insgesamt 56 (dazu 54 weitere in einer Sigmaringer Handschrift, dem Codex 64 der Sigmaringer Hofbibliothek) Wunder-, Geister-, Teufels- und Prophetie-Geschichten des 13. Jahrhunderts – diskutiert bzw. nachgewiesen, deren Überlieferung ebenso nur in Abschriften aus dem 16. Jahrhundert besteht.

## Werkbedeutung
Die Werke des Colmarer Chronisten gelten seit Beginn ihrer Editionsgeschichte als nicht nur lokalgeschichtlich bedeutsame Aufzeichnungen, sondern werden zu den wesentlichen geschichtlichen Quellentexten aus der zweiten Hälfte des 13. Jahrhunderts gezählt, besonders hinsichtlich ihrer Abschnitte zu Person und Regentschaft Rudolfs I. von Habsburg.
Sie repräsentieren beispielhaft die seit dem 12. Jahrhundert sich abzeichnende „andere“ Geschichtsschreibung in der grundsätzlichen Abkehr von konventionell gebundener Historiographie der großen, reichsgeschichtlichen Zusammenhänge hin zu einer eher lokal begrenzten, episodischen, auf mittelbare Informationsquellen (Mönche, Kriegsmänner, fahrende Spielleute) sich stützenden Ereignisgeschichte, die Aspekte des Epischen, Anekdotischen und Erbaulichen aufweist. Die chronistischen Schriften des Colmarers zeichnet eine lebendige Fülle von Vorkommnissen und Nachrichten aus, die im Sinne einer Alltagsgeschichte die unmittelbare Umwelt, Erlebniswelt und das Wirklichkeitsverständnis der Menschen jener Zeit und Region plastischer zu vermitteln vermag als die bis dato einzig als „literaturfähig“ geltenden Reichsgeschichten.
Insbesondere die annalistischen Werke des Colmarers, die Annales Colmarienses maiores und Annales Basileenses, bieten in dieser Hinsicht ein buntes, ja verwirrendes Neben- und Nacheinander von selbst Erlebtem oder gerüchteweise nur Gehörtem. Anscheinend wahllos und ohne Gewichtung sammelt der Chronist alle Nachrichten, deren er nur habhaft werden kann. Was ihm dabei irgendwie merkwürdig und interessant zu sein scheint, zeichnet er ohne offenkundigen Versuch sachlicher oder inhaltlicher Ordnung auf: Kaiserkrönungen, Konventsgründungen, Kriegsereignisse, Brandkatastrophen, Belagerungen, Todesfälle in den Reihen des Klerus, Tötungsdelikte, Frevel und Diebstähle unter Rittern, Bürgern und Bauern, Naturerscheinungen und -katastrophen, Verwüstungen, Beobachtungen aus der heimischen Tier- und Pflanzenwelt, Wetter und Klimaverhältnisse, warme Winter und kalte Sommer, Erntezeiten und Erntegüten, Wein- und Getreidepreise, Nachrichten über Monstra und Krankheiten, diabolische Geschichten und vielerlei Curiosa. Das additive Verfahren des Colmarers berichtet dabei in fast jedem neuen Satz auch ein neues Ereignis oder eine neue Beobachtung und liefert eine gegenseitig konterkarierende Abfolge von alltäglich „Belanglosem“ mit reichsgeschichtlich „Bedeutsamem“:

„1288. Der Abt von Murbach vertrieb aus dem Flecken Gebweiler sämmtliche Edle, weil sie sich gegenseitig auf hinterlistige Weise verwundet haben. Ein Sohn König Rudolfs, der Landgraf des Elsasses und Herzog von Baiern, rastete mit hundert Rossen im Hof der Schwestern unter der Linde zu Kolmar. Am 22. Januar stießen bei Mümpelgard große Schwärme von Vögeln aufeinander und lieferten sich eine Schlacht, in welcher nach der Erzählung mehrerer Leute über dreihundert umkamen. In gleicher Weise kamen bei demselben Orte Scharen von zahmen Schweinen zusammen, und töteten sich durch gegenseitige Bisse. Am Tage vor Agathen leuchteten Blitze. Die Juden gaben dem König Rudolf zwanzigtausend Mark, damit er ihnen gegen die von Oberwesel und Boppard Recht verschaffte. In der Stadt Bern besiegte ein Weib einen Mann im Zweikampf. Um der Jungfrau Reinigung kam ein Sturm, der einen großen Wald bei  Hohenack von Grund auf verwüstete. König Rudolf sammelte ein Heer, um eine vom Mainzer Erzbischof belagerte Burg zu entsetzen.“

Der dabei entstehende unruhige, ja sprunghafte Charakter der Aufzeichnungen scheint in der Natur dieses Werkes begründet und war mit einiger Sicherheit bereits der Urschrift eigen. Dass der Colmarer häufig zentrale und periphere Geschichtsereignisse des 13. Jahrhunderts gleichgewichtig aufeinander folgen lässt, das anscheinend Belanglose mitunter in epischer Breite behandelt, das überregional Bedeutsame aber nicht selten in lakonischer Knappheit nur eben erwähnt oder völlig übergeht, kann seiner Geschichtsschreibung nur auf den ersten Blick als mangelnde formale wie inhaltliche Stoffbewältigung vorgeworfen werden; bei genauer Hinsicht wird hier ein – wenn auch unbewusster – literarischer Stil prägend, dessen suggestive Kraft den damaligen wie heutigen Leser zu beeindrucken vermag. Die Unbefangenheit narrativen Sammelns machen die Aufzeichnungen des Colmarers wie kaum eine andere Historiographie ihres Jahrhunderts zu einem literarischen Dokument alltäglicher Geschichte: Mittelalterliche Lebens- und Denkwirklichkeiten, Wahrnehmungsmuster, regionales wie allgemeines Geschichtsverständnis der Menschen um 1300 und in dieser Region kommen darin exemplarisch zur Sprache.

## Überlieferung
- Stuttgarter Handschrift (= S): Württembergische Landesbibliothek Stuttgart, Cod. hist. 4° 145, um 1540.
- Colmarer Handschrift (=C) (Auszug auf fol. 183v–fol. 188r): Stadtbibliothek Colmar, cod. 248, um 1462/1463.
- Donaueschinger Handschrift, (olim) cod. 704 (=D) (Auszug aus der redigierten Colmarer Chronik auf fol. 174r – fol. 193v): Württembergische Landesbibliothek Stuttgart, Cod. Don. 704, um 1545 Digitalisat.

## Gedruckte Quellen
- Erich Kleinschmidt (Hrsg.): Rudolf von Schlettstadt. Historiae Memorabiles. Zur Dominikanerliteratur und Kulturgeschichte des 13. Jahrhunderts. Böhlau, Köln und Wien 1974.
- Hermann Pabst: Annalen und Chronik von Kolmar. Nach der Ausgabe der Mon. Germ. übersetzt. Die Geschichtschreiber der deutschen Vorzeit, XIII. Jahrhundert, Band 7. Duncker, Leipzig 1867 (Volltextdigitalisat in der Google-Buchsuche).
- Annales Colmarienses minores et maiores, Annales Basileenses, Chronicon Colmariense, in: Georg Heinrich Pertz u. a. (Hrsg.): Scriptores (in Folio) 17: Annales aevi Suevici. Hannover 1861, S. 183–270 (Monumenta Germaniae Historica, Digitalisat)